# لوتشيان هوارد كوك
لوتشيان هوارد كوك هو محامي وسياسي أمريكي، ولد في 27 مارس 1858 في روانوك في الولايات المتحدة، وتوفي في 14 نوفمبر 1927.